# Arenarba
Arenarba là một chi bướm đêm thuộc họ Noctuidae.